# Поле (алгебра)
По́ле в общей алгебре — множество, для элементов которого определены операции сложения, взятия противоположного значения, умножения и деления (кроме деления на ноль), причём свойства этих операций близки к свойствам обычных числовых операций. Простейшим полем является поле рациональных чисел (дробей). Элементы поля не обязательно являются числами, поэтому, несмотря на то, что названия операций поля взяты из арифметики, определения операций могут быть далеки от арифметических.
Поле — основной предмет изучения теории полей. Рациональные, вещественные, комплексные числа, рациональные функции и вычеты по модулю заданного простого числа образуют поля.

## История
В рамках понятия о поле неявно работал ещё Галуа в 1830 году, с использованием идеи алгебраического расширения поля ему удалось найти необходимое и достаточное условие того, чтобы уравнение от одной переменной можно было решить в радикалах. Позднее при помощи теории Галуа была доказана невозможность решения таких классических задач, как квадратура круга, трисекция угла и удвоение куба.
Явное определение понятия поля относят к Дедекинду (1871 год), который использовал немецкий термин Körper (тело). Термин «поле» (англ. field) ввёл в 1893 году американский математик Элиаким Гастингс Мур.
Будучи наиболее близким из всех общеалгебраических абстракций к обычным числам, поле используется в линейной алгебре как структура, универсализирующая понятие скаляра, и основная структура линейной алгебры — линейное пространство — определяется как конструкция над произвольным полем. Также теория полей в значительной степени составляет инструментальную основу таких разделов, как алгебраическая геометрия и алгебраическая теория чисел.

## Формальные определения
Формально, поле — алгебра над множеством {\displaystyle F}, образующая коммутативную группу по сложению {\displaystyle +} над {\displaystyle F} с нейтральным элементом {\displaystyle {\boldsymbol {0}}} и коммутативную группу по умножению {\displaystyle *} над ненулевыми элементами {\displaystyle F\setminus \{{\boldsymbol {0}}\}}, при выполняющемся свойстве дистрибутивности умножения относительно сложения. Подразумевается также применимость операции {\displaystyle *} к нулевому элементу по сложению с сохранением свойства дистрибутивности на всём множестве {\displaystyle F}.
Если раскрыть определение, то множество {\displaystyle F} с введёнными на нём алгебраическими операциями сложения {\displaystyle +} и умножения {\displaystyle *} ({\displaystyle +\colon F\times F\to F,\quad *\colon F\times F\to F}, то есть {\displaystyle \forall a,b\in F\quad (a+b)\in F,\;a*b\in F}) называется полем {\displaystyle \left\langle F,+,*\right\rangle }, если выполнены следующие аксиомы:
1. Коммутативность сложения: {\displaystyle \forall a,b\in F\quad a+b=b+a}.
2. Ассоциативность сложения: {\displaystyle \forall a,b,c\in F\quad (a+b)+c=a+(b+c)}.
3. Существование нулевого элемента: {\displaystyle \exists {\boldsymbol {0}}\in F\colon \forall a\in F\quad a+{\boldsymbol {0}}=a}.
4. Существование противоположного элемента: {\displaystyle \forall a\in F\;\exists (-a)\in F\colon a+(-a)={\boldsymbol {0}}}.
5. Коммутативность умножения: {\displaystyle \forall a,b\in F\quad a*b=b*a}.
6. Ассоциативность умножения: {\displaystyle \forall a,b,c\in F\quad (a*b)*c=a*(b*c)}.
7. Существование единичного элемента: {\displaystyle \exists e\in F\setminus \{{\boldsymbol {0}}\}\colon \forall a\in F\quad a*e=a}.
8. Существование обратного элемента для ненулевых элементов: {\displaystyle (\forall a\in F\colon a\neq {\boldsymbol {0}})\;\exists a^{-1}\in F\colon a*a^{-1}=e}.
9. Дистрибутивность умножения относительно сложения: {\displaystyle \forall a,b,c\in F\quad (a+b)*c=(a*c)+(b*c)}.

Аксиомы 1—4 соответствуют определению коммутативной группы по сложению {\displaystyle +} над {\displaystyle F}; аксиомы 5—8 соответствуют определению коммутативной группы по умножению {\displaystyle *} над {\displaystyle F\setminus \{{\boldsymbol {0}}\}}; аксиома 9 связывает операции сложения и умножения дистрибутивным законом.
Аксиомы 1—7 и 9 — это определение коммутативного кольца с единицей.
Все описанные выше аксиомы, за исключением коммутативности умножения, также соответствуют определению тела.
В связи с другими структурами (исторически возникшими позднее) поле может быть определено как коммутативное кольцо, являющееся телом. Иерархия структур следующая:
Коммутативные кольца ⊃ Области целостности ⊃ Факториальные кольца ⊃ Области главных идеалов ⊃ Евклидовы кольца ⊃ Поля.

## Связанные определения
Над полями естественным образом вводятся основные общеалгебраические определения: подполем называется подмножество, само являющееся полем относительно сужения на него операций из основного поля, расширением — поле, содержащее данное в качестве подполя.
Гомоморфизм полей вводится также естественным образом: как отображение {\displaystyle f}, такое что {\displaystyle f(a+b)=f(a)+f(b)}, {\displaystyle f(ab)=f(a)\cdot f(b)} и {\displaystyle f(1)=1}. В частности, никакой обратимый элемент при гомоморфизме не может перейти в ноль, так как {\displaystyle f(a)\cdot f(a^{-1})=f(a\cdot a^{-1})=1}, следовательно, ядро любого гомоморфизма полей нулевое, то есть гомоморфизм полей является вложением.
Характеристика поля — то же, что и характеристика кольца: наименьшее положительное целое число {\displaystyle n} такое, что сумма {\displaystyle n} копий единицы равна нулю:
{\displaystyle \underbrace {1+\dots +1} _{n}=n1=0.}
Если такого числа не существует, то характеристика считается равной нулю. Задачу определения характеристики обычно решают с задействованием понятия простого поля — поля, не содержащего собственных подполей, благодаря факту, что любое поле содержит ровно одно из простых полей.
Поля Галуа — поля, состоящие из конечного числа элементов. Названы в честь их первого исследователя Эвариста Галуа.

## Свойства
- Характеристика поля всегда {\displaystyle 0} или простое число.
  - Поле характеристики {\displaystyle 0} содержит подполе, изоморфное полю рациональных чисел {\displaystyle \mathbb {Q} }.
  - Поле простой характеристики {\displaystyle p} содержит подполе, изоморфное полю вычетов {\displaystyle \mathbb {Z} _{p}}.
- Количество элементов в конечном поле всегда равно {\displaystyle p^{n}} — степени простого числа.
  - При этом для любого числа вида {\displaystyle p^{n}} существует единственное (с точностью до изоморфизма) поле из {\displaystyle p^{n}} элементов, обычно обозначаемое {\displaystyle \mathbb {F} _{p^{n}}}.
- В поле нет делителей нуля.
- Любая конечная подгруппа мультипликативной группы поля является циклической. В частности, мультипликативная группа ненулевых элементов конечного поля {\displaystyle \mathbb {F} _{q}} изоморфна {\displaystyle \mathbb {Z} _{q-1}}.
- С точки зрения алгебраической геометрии , поля — это точки, потому что их спектр состоит ровно из одной точки — идеала {0}. Действительно, поле не содержит других собственных идеалов: если к идеалу принадлежит ненулевой элемент, то в идеале находятся и все кратные ему, то есть всё поле. Обратно, коммутативное кольцо, не являющееся полем, содержит необратимый (и ненулевой) элемент a. Тогда главный идеал, порождённый a, не совпадает со всем кольцом и содержится в некотором максимальном (а следовательно, простом) идеале; а значит, спектр этого кольца содержит как минимум две точки.

## Примеры полей

### Поля характеристики, равной 0
- {\displaystyle \mathbb {Q} } — рациональные числа,
- {\displaystyle \mathbb {R} } — вещественные числа,
- {\displaystyle \mathbb {C} } — комплексные числа,
- {\displaystyle \mathbb {A} } —  алгебраические числа над полем рациональных чисел (подполе в поле {\displaystyle \mathbb {C} }).
- Числа вида {\displaystyle a+b{\sqrt {2}}}, {\displaystyle a,b\in \mathbb {Q} }, относительно обычных операций сложения и умножения. Это один из примеров квадратичного поля, которое образует подполе в {\displaystyle \mathbb {R} }.
- {\displaystyle \mathbb {F} (x)} — поле рациональных функций вида {\displaystyle f(x)/g(x)}, где {\displaystyle f} и {\displaystyle g} — многочлены над некоторым полем {\displaystyle \mathbb {F} } характеристики 0 (при этом {\displaystyle g\neq 0}, а {\displaystyle f} и {\displaystyle g} не имеют общих делителей, кроме констант).

### Поля ненулевой характеристики
Любое конечное поле имеет характеристику, отличную от нуля. Примеры конечных полей: 
- {\displaystyle \mathbb {Z} _{p}} — поле вычетов по модулю {\displaystyle p}, где {\displaystyle p} — простое число.
- {\displaystyle \mathbb {F} _{q}} — конечное поле из {\displaystyle q=p^{k}} элементов, где {\displaystyle p} — простое число, {\displaystyle k} — натуральное. Все конечные поля имеют такой вид.

Существуют примеры бесконечных полей ненулевой характеристики.